# Advance and Vanquish
Advance and Vanquish drugi je studijski album kanadskog heavy metal sastava 3 Inches of Blood. Album je objavljen 28. rujna 2004. godine, a objavila ga je diskografska kuća Roadrunner Records.

## Popis pjesama
| 1.    | »Fear on the Bridge (Upon the Boiling Sea I)«        | 3:14 |
| 2.    | »Deadly Sinners«                                     | 4:30 |
| 3.    | »Revenge Is a Vulture«                               | 3:26 |
| 4.    | »Dominion of Deceit«                                 | 4:18 |
| 5.    | »Premonition of Pain«                                | 4:35 |
| 6.    | »Lord of the Storm (Upon the Boiling Sea II)«        | 5:05 |
| 7.    | »Wykydtron«                                          | 3:52 |
| 8.    | »Swordmaster«                                        | 4:24 |
| 9.    | »Axes of Evil«                                       | 4:28 |
| 10.   | »Crazy Nights«                                       | 3:18 |
| 11.   | »Destroy the Orcs«                                   | 2:21 |
| 12.   | »The Phantom of the Crimson Cloak«                   | 3:11 |
| 13.   | »Isle of Eternal Despair (Upon the Boiling Sea III)« | 3:51 |
| 50:33 |                                                      |      |

## Zasluge
3 Inches of Blood
- Cam Pipes – čisti vokali
- Jamie Hooper – vrišteći vokali
- Sunny Dhak – glavna gitara
- Bobby Froese – ritam gitara
- Brian Redman – bas-gitara
- Matt Wood – bubnjevi

Ostalo osoblje
- Neil Kernon – produciranje, inženjering
- Laurent Bischara – inženjering
- Ugo Oraneso – inženjering
- Colin Richardson – miksanje
- Dan Turner – pomoćnik miksera
- U.E. Nastasi – mastering
- Ed Repka – omot albuma
- Nico Berry – dizajn